# Elvira Khasyanova
Elvira Ramilevna Khasyanova (Moscou, 28 de março de 1981) é uma nadadora sincronizada russa, tricampeã olímpica.

## Carreira
Elvira Khasyanova representou seu país nos Jogos Olímpicos de 2004 a 2012, ganhando a medalha de ouro por equipes em: 2004, 2008 e 2012. 